# Тест Роршаха
Тест Роршаха — психодиагностический тест для исследования личности, опубликован в 1921 году швейцарским психиатром и психологом Германом Роршахом (нем. Hermann Rorschach). Известен также под названием «пятна Роршаха».
Это один из тестов, применяемых для исследования психики и её нарушений. Испытуемому предлагается дать интерпретацию десяти симметричных относительно вертикальной оси чернильных клякс. Каждая такая фигура служит стимулом для свободных ассоциаций — испытуемый должен назвать любое возникающее у него слово, образ или идею. Тест основан на предположении, согласно которому то, что индивид «видит» в кляксе, определяется особенностями его собственной личности.

## История
Тест был разработан швейцарским психиатром Германом Роршахом (1884—1922). Роршах обнаружил, что те испытуемые, которые видят правильную симметричную фигуру в бесформенной чернильной кляксе, обычно хорошо понимают реальную ситуацию, способны к самокритике и самоконтролю. Так что специфика восприятия указывает на особенности личности данного индивида.
Изучая самообладание, понимаемое в основном как господство над эмоциями, Роршах использовал чернильные кляксы разных цветов (красного, пастельных оттенков) и разной насыщенности серого и чёрного, чтобы ввести факторы, обладающие эмоциональным воздействием. Взаимодействие интеллектуального контроля и возникающей эмоции определяет то, что испытуемый видит в кляксе. Роршах обнаружил, что лица, различное эмоциональное состояние которых было известно из клинических наблюдений, действительно по-разному реагируют на цвета и оттенки.
Наиболее оригинальное и важное открытие Роршаха, относящееся к психодинамике, это Bewegung, или ответ, в котором используется движение. Некоторые испытуемые видели в чернильных кляксах движущиеся человеческие фигуры. Роршах обнаружил, что среди здоровых индивидов это чаще всего характерно для тех, кому свойственно богатое воображение, и среди лиц с психическими отклонениями — для тех, кто предрасположен к нереалистичным фантазиям. Сопоставляя содержание ассоциаций-фантазий с тем, что уже было известно об изменениях личности и мотивационной сферы данного индивида, Роршах пришёл к заключению, что эти ассоциации эквивалентны содержанию сновидений. Таким образом, оказалось, что чернильные кляксы способны раскрыть глубоко скрытые желания или страхи, лежащие в основе длительных неразрешимых личностных конфликтов.
Значимая информация о потребностях личности, о том, что делает человека счастливым или печальным, что волнует его, а что он вынужден подавлять и переводить в форму подсознательных фантазий, может быть извлечена из содержания или «сюжета» ассоциаций, вызываемых чернильными пятнами. В современной практической психологии тест используется в большей мере для определения предрасположенности индивидуума к определённым психологическим проблемам, например, склонности к депрессиям.
После смерти Роршаха его работа была продолжена многими клиническими психологами и психиатрами. Тест получил дальнейшее развитие как в теории, так и на практике. Валидность, адекватность и эффективность теста Роршаха до сих пор окончательно не установлена. Тем не менее, он помогает психологу и психиатру получить важные данные для диагностики личности и её нарушений, которые могут быть клинически проверены.

## Общие сведения
Стимульный материал к тесту состоит из 10 стандартных таблиц с чёрно-белыми и цветными симметричными аморфными изображениями.
Проводящий исследование предлагает испытуемому посмотреть на бумажный лист с чернильным пятном неправильной формы и просит описать, что изображено на этом «рисунке». Психодиагностика личности проводится по специальной методике толкования.
Каждый ответ формализуется с помощью специально разработанной системы символов по следующим пяти счётным категориям:
1. локализация (выбор для ответа всего изображения или его отдельных деталей);
2. детерминанты (для формирования ответа могут быть использованы форма изображения, цвет, форма совместно с цветом и т. д.);
3. уровень формы (оценка того, насколько адекватно форма изображения отражена в ответе, при этом в качестве критерия используются интерпретации, получаемые наиболее часто);
4. содержание (ответ может касаться людей, других животных, неодушевленных предметов и т. д.);
5. оригинальность — популярность (оригинальными считаются очень редкие ответы, а популярными те, которые встречаются не менее чем у 30 % обследуемых).

Содержание ответов обозначается следующими символами:
- Н — человеческие фигуры, целые или почти целые.
- (Н) — человеческие фигуры, лишённые реальности, то есть представленные как рисунки, карикатуры, скульптуры, или как мифологические существа (чудовища, ведьмы)
- (Hd) — части человеческих фигур
- А — фигура другого животного, целая или почти целая
- (А) — мифологическое животное, чудовище, карикатура, рисунок животного
- Ad — части животного, обычно голова или лапы
- At — внутренние органы человека (сердце, печень и т. д.)
- Sex — ссылки на половые органы или на сексуальную деятельность или указания на таз или нижнюю часть тела
- Obj — предметы, сделанные людьми
- Aobj — предметы, созданные из животного материала (шкура, мех)
- Aat — внутренние органы животных
- Food — пища, например мясо, мороженое, яйца (фрукты и овощи относятся к растениям)
- N — пейзажи, вид с воздуха, заход солнца
- Geo — карты, острова, заливы, реки
- Pl — растения всех видов, включая цветы, деревья, плоды, овощи и части растений
- Arch — архитектурные сооружения: дома, мосты, церкви и т. д.
- Art — детский рисунок, акварель, где нарисованное не имеет специфического содержания; рисунок пейзажа будет N и т. д.
- Abs — абстрактные концепции: «власть», «сила», «любовь» и др.
- Вl — кровь
- Fi — огонь

Более редкие виды содержания обозначаются целыми словами: Smoke, Mask, Emblem и т. д.
Пример формата записи ответов при тесте:
- Карточка II, Верхняя красная область — «Винтовая лестница» (указывает на оттенки): D FK Arch 1,5
- Карточка VII, «Резные бюсты женщин с перьями на голове, устремлённые вперёд»: W Fc → М (Hd) 3,0
- Карточка VII, Левая средняя область — «Придворный клоун. Он говорит что-то смешное и злое»: D Fc Нd 3,0.

## Примеры применения
Тесты применялись для исследования личностей руководителей Третьего Рейха: Германа Геринга, Йозефа Геббельса и Рудольфа Гесса и других. Проводил исследования американский психолог Дуглас Келли — судебный психолог на Нюрнбергском процессе. На основании исследований Келли  написал в своём заключении: 
По результатам исследований мы вынуждены заключить, что данные лица не являются ни больными, ни особенными; это совершенно обычные люди, которых можно встретить в любом уголке земли.

## Критика
Тест вызывает полемику, в 1999 году запрашивался мораторий на использование теста для клинических и экспертных целей. Рядом скептиков отнесён к псевдонаучным методам.
Наиболее важным аргументом критиков является недостаточная надежность и валидность. Когда проводились систематические исследования, они, как правило, выявляли неутешительные уровни согласия между различными интерпретаторами проективных тестов и неадекватное предсказание ими таких важных критериев, как психиатрический диагноз, суицидальный потенциал и реакция на терапию. Два психолога, использующих тест Роршаха, могут сделать одинаковые выводы из одного и того же проективного ответа. 
Недавний всесторонний обзор проективных методик показал, что большинство показателей, основанных на проективных тестах (включая тест Роршаха), либо не обладают достаточной валидностью, либо не имеют научных доказательств валидности. Даже стандартизированные проективные методики, как правило, не более валидны, чем объективные измерения тех же конструктов, и обычно не улучшают предсказание важных психологических явлений (т.е. инкрементальную валидность) по сравнению с более быстрыми и дешевыми альтернативами.

## Галерея
- Пятна Роршаха
- Клякса № 1
- Клякса № 2
- Клякса № 3
- Клякса № 4
- Клякса № 5
- Клякса № 6
- Клякса № 7
- Клякса № 8
- Клякса № 9
- Клякса № 10